# 桑名伊之吉
桑名 伊之吉（くわな いのきち、明治4年5月17日（1871年7月4日） - 昭和8年（1933年）7月14日）は、戦前日本の昆虫学者。農商務省植物検査所（植物防疫所の前身）初代所長、農学博士。専門はカイガラムシの研究。
福岡県出身で、ハワイ王国渡航後、アメリカ合衆国コーネル大学、スタンフォード大学で昆虫学を学び、帰国後、農商務省農事試験場で害虫防除研究に携わる。植物検査所長に就任してからは植物防疫に関わった。
子の桑名寿一は農林省蚕糸試験場病理部長、文化女子大学教授。

## 経歴
明治4年（1871年）5月17日、豊前国上毛郡黒土村（福岡県豊前市大字久路土）に生まれた。

### ハワイ渡航
明治21年（1888年）ハワイにおける日本人移民の噂を聞いて渡航を決意、父から受け取った100円を持って横浜に向かったが、旅券を所持しておらず、渡航を止められた。しかし、同じく渡航を止められた林某と合流し、その友人の銀行員に相談して密航を計画、60銭余で船頭を雇いサンパンで船に乗り付け、中国人のボーイに2人分として12円の賄賂を与えたところ、キャビンに匿われ、乗り込みに成功した。空腹に耐えかね、神戸から来ていた大阪商人に世話を受けたが、いずれ見つかると観念し、イギリス人船長に自白したところ、70円の船賃によって三等船客として認められた。
ハワイでは旅券の確認が省かれ、上陸には成功したが、すぐに日本領事館に露見した。領事安藤太郎に呼び出され、叱責を受けたが、牧師鵜飼猛の勧めで禁酒会、共済会に入ることを決めると、在留が認められた。林某の同郷南某の周旋でパパイカウで労働した後、製糖会社に入った。ハワイで疫病が流行した時、ニューヨーク出身の医師ウイゲンの通訳として用いられ、休日には書物を教えられた。また、この頃岡部次郎や峰岸氏と交際した。

### アメリカ留学
ウイゲンに従ってアメリカ合衆国に渡り、サンフランシスコに到着後、郊外サンテマリオの中学に学ぶ。明治28年（1895年）東部に渡り、コーネル大学に入学した。当初は植物研究を志したが、昆虫学の大家ジョン・ヘンリー・コムストックに目をかけられ、昆虫学に進んだ。スタンフォード大学に転校し、明治32年（1899年）卒業した。
卒業後、スタンフォード大学に昆虫学研究室助手として残り、バーノン・ライマン・ケロッグ指導の下、カイガラムシ研究を続けた。明治33年（199年）6月6日から8月25日にかけて日本に帰り、東京市西ヶ原農事試験場周辺、地元福岡県築上郡を中心とした全国各地で採集を行い、カイガラムシ新種20種を発見した。大学総長デイビッド・スター・ジョーダンと共に帰米して論文をまとめ、明治34年（1901年）9月Master of Artsを取得した。明治35年（1902年）、在米友人の勧めで帰国した。

### 害虫防除研究
帰国後、英彦山の高千穂宣麿の昆虫研究所に招かれたが、大阪の博覧会を見物し、浅間山を訪れた時、農事試験場の技師等と交わり、明治36年（1903年）農商務省農事試験場技手に任命された。農事試験場では害虫防除法を研究し、明治39年（1906年）には石油乳剤噴霧、明治40年（197年）には二硫化炭素燻蒸の普及に努める。
明治41年（1908年）技師となり、愛媛県でサンカメイチュウ駆除に努めた後、青酸ガス燻蒸、苗木害虫駆除法を研究、明治44年（1911年）には天幕を利用した立木燻蒸を試みる。

### 検疫業務へ
明治44年（1911年）静岡県でワタフキカイガラムシが大発生し、検疫の必要性を痛感する中、大正3年（1914年）輸出入植物取締法が制定されると、植物検査官として植物検査所長に就任し、検疫行政、研究に携わった。大正8年（1919年）秋にはアメリカ合衆国に渡り、各地を巡って害虫防除事業を視察する。大正11年（1922年）対米輸出ユリ根包装用の土壌に関し、アメリカ当局と協定を結ぶ。
大正13年（1924年）植物検査所が税関と合併し、横浜税関植物検査課長に就任した。大正15年（1926年）コナジラミ科のトゲコナジラミ類に寄生するツヤコバチ科の寄生蜂、シルベストリコバチをミカントゲコナジラミの天敵として中国南部より輸入する。大正15年（1926年）4月30日、「日本産「モノフレビ」亜科ニ関スル研究」で農学博士。
昭和2年（1927年）植物検査の統括事務が農林省に移り、農林省技師となる。昭和7年（1932年）1月30日辞官し、3月7日嘱託として研究を続けたが、昭和8年（1933年）7月7日俄に発病し、14日死去した。

## 主著
- 『昆虫学研究法』、裳華房、1903年
- 『害虫及益虫』、育成会、1905年
- 『日本介殻虫図説』、青木嵩山堂、1911年 - 1917年
- 『農用昆虫学講義』、成美堂書店、1918年
- 『農芸殺虫剤』、成美堂書店、1924年
- 『実用害虫駆除予防法』、青木嵩山堂、1925年
- Notes On Coccidae: New and Little Known Californian Coccidae, 1901
- Coccidae (Scale Insects) of Japan, 1902
- The San Jose Scale in Japan., 1904
- Studies on Japanese Monophlebinae, 1922
- Descriptions and Biology of New or Little Known Coccids from Japan, 1932
- The Diaspine Coccidae of Japan, 1925-1933